# Ivy Pochoda
Ivy Pochoda, née le 22 janvier 1977 à Philadelphie, est une romancière et nouvelliste américaine. Elle est également une ancienne joueuse professionnelle de squash, atteignant en mars 1999 la 38e place au classement mondial.

## Biographie
Ivy Pochoda grandit à Brooklyn et fait ses études à l'université Harvard où elle obtient en 1998 un BA en littérature grecque classique et anglaise. Elle obtient également en 2011 un MFA en écriture au Bennington College. Après sa carrière de squash, son premier roman est publié en 2009. Elle reçoit plusieurs distinctions pour son activité littéraire.
Mariée au cinéaste et scénariste Justin Nowell, elle vit à Los Angeles.

## Squash
De 1999 à 2006, Ivy Pochoda joue dans le WSA World Tour, atteignant la 38e place au classement mondial en mars 2000. Avec l'équipe nationale américaine, elle participe aux championnats du monde par équipes en 1998, 2000 et 2006. En 2001, 2002 et 2008, elle atteint la demi-finale des championnats nationaux. Elle joue également pour l'équipe universitaire de Harvard et remporte plusieurs titres dans le sport universitaire,.

## Œuvres
- Route 62[6], Liana Levi, 2018 ((en) Wonder Valley, Ecco, 2017), trad. Adélaïde Pralon, 352 p.  (ISBN 979-10-349-0050-3)
- (en) The Art of Disappearing, St. Martin's Griffin, 2010
- L'Autre Côté des docks, Liana Levi, 2013 ((en) Visitation Street, Hodder & Stoughton General Division, 2014), trad. Adélaïde Pralon, 352 p.  (ISBN 978-2-86746-691-5)
- Ces femmes-là, Globe, 2023 ((en) These Women: A Novel, Ecco, 2020), trad. Adélaïde Pralon, 391 p.  (ISBN 978-2-38361-185-1)
- Dios et Florida, Globe, 2025 ((en) Sing Her Down, 2023), trad. Adélaïde Pralon, 334 p.  (ISBN 978-2-38361-337-4)
- (en) Ecstasy, 2025